# Modibo Sidibé (piłkarz)
Modibo Sidibé (ur. 7 stycznia 1970) – malijski piłkarz grający na pozycji środkowego obrońcy. W swojej karierze rozegrał 20 meczów i strzelił 8 goli w reprezentacji Mali.

## Kariera klubowa
Swoją karierę piłkarską Sidibé rozpoczął w klubie Djoliba Athletic Club. W sezonie 1989/1990 zadebiutował w jego barwach w pierwszej lidze malijskiej. Wywalczył z nim dwa mistrzostwa Mali w sezonach 1989/1990 i 1991/1992. W latach 1992–2000 występował w USFAS Bamako, a w latach 2000-2001 w AS Police Bamako, w którym zakończył karierę.

## Kariera reprezentacyjna
W reprezentacji Mali Sidibé zadebiutował 25 lipca 1993 roku w wygranym 2:1 meczu kwalifikacji Pucharu Narodów Afryki z Egiptem, rozegranym w Bamako. W debiucie strzelił gola. W 1994 roku został powołany do kadry na Puchar Narodów Afryki 1994. Na tym turnieju zagrał w czterech meczach: grupowych z Tunezją (2:0, strzelił w nim gola) i z Zairem (0:1), ćwierćfinałowym z Egiptem (1:0) oraz o 3. miejsce z Wybrzeżem Kości Słoniowej (1:3). Od 1993 do 1997 rozegrał w kadrze narodowej 20 meczów i strzelił 8 goli.